# گنبد صوفی
گنبد صوفی (به کردی: گۆمه‌سووفی) یک بنای چهارطاقی قدیمی است که در شهرستان قصر شیرین قرار دارد. این اثر به شماره ۱۶۱۸۹ در تاریخ ۲۰ شهریور ماه ۱۳۸۵ در فهرست میراث ملی ایران ثبت شده است.

## موقعیت
گنبد صوفی در ۱۵ کیلومتری جاده قصر شیرین به گیلانغرب و در کنار قبرستان دوره اسلامی واقع شده‌است.

## قدمت
قدمت گنبد صوفی به درستی مشخص نیست. اما احتمال داده شده که این بنا مربوط به اواخر دوره صفویه باشد. با این حال دفن دو برادر در درون گنبد صوفی در اوایل دورهٔ قاجاریه صورت گرفته‌است.

## کاربری
بنای تاریخی گنبد صوفی، مقبرهٔ دو برادر به نام‌های «صوفی بگ» و «اقلی‌بگ» است که هویت آن‌ها به دستی مشخص نیست، اما گفته می‌شود که از افراد قدرتمند محلی بوده‌اند که در اوایل دوران قاجار زندگی می‌کرده‌اند.

## ویژگی‌های بنا
گنبد صوفی یک بنای چهار گوش آجری است که به صورت چهارطاقی ساخته شده‌است. ارتفاع آن از کف زمین تا گنبد ۵ متر است. در سال‌های اخیر قسمت‌های سه کنج داخلی و دیوارهای آن و همچنین دیوارهای بیرونی گنبد مرمت شده‌است.